# Serbisk-ortodoxa stiftet i Storbritannien och Skandinavien
Serbisk-ortodoxa stiftet i Storbritannien och Skandinavien, också kallat Brittisk-skandinaviska stiftet, (serbisk kyrilliska: Епархија Британско-скандинавска; latinska: Eparhija Britansko-skandinavska; kyrkslaviska: Британско-Скандинавскаѧ є҆па́рхїѧ) var ett stift som tillhörde den Serbisk-ortodoxa kyrkan och som var baserat i Storbritannien och Skandinavien.
Stiftet fanns även i Finland och Island, även att länderna inte tillhör Skandinavien.

## Historik
Serbisk-ortodoxa stiftet i Storbritannien och Skandinavien grundades år 1990 och upphörde i maj 2024, då stiftet delades till två stift (Serbisk-ortodoxa stiftet i Skandinavien och Serbisk-ortodoxa stiftet i Storbritannien och Irland).

## Utbredning
Stiftet omfattade församlingar i följande länder:
- Storbritannien
- Irland
- Sverige
- Danmark
- Norge
- Finland
- Island

Stiftet bestod också av 23 församlingar:
- 10 i Sverige

- 9 i Storbritannien och Irland

- 1 i Danmark, Norge, Finland och Island.

2 kloster fanns också i Sverige.

## Kyrkor som tillhörde stiftet

Vårfrukyrkan i Göteborg.
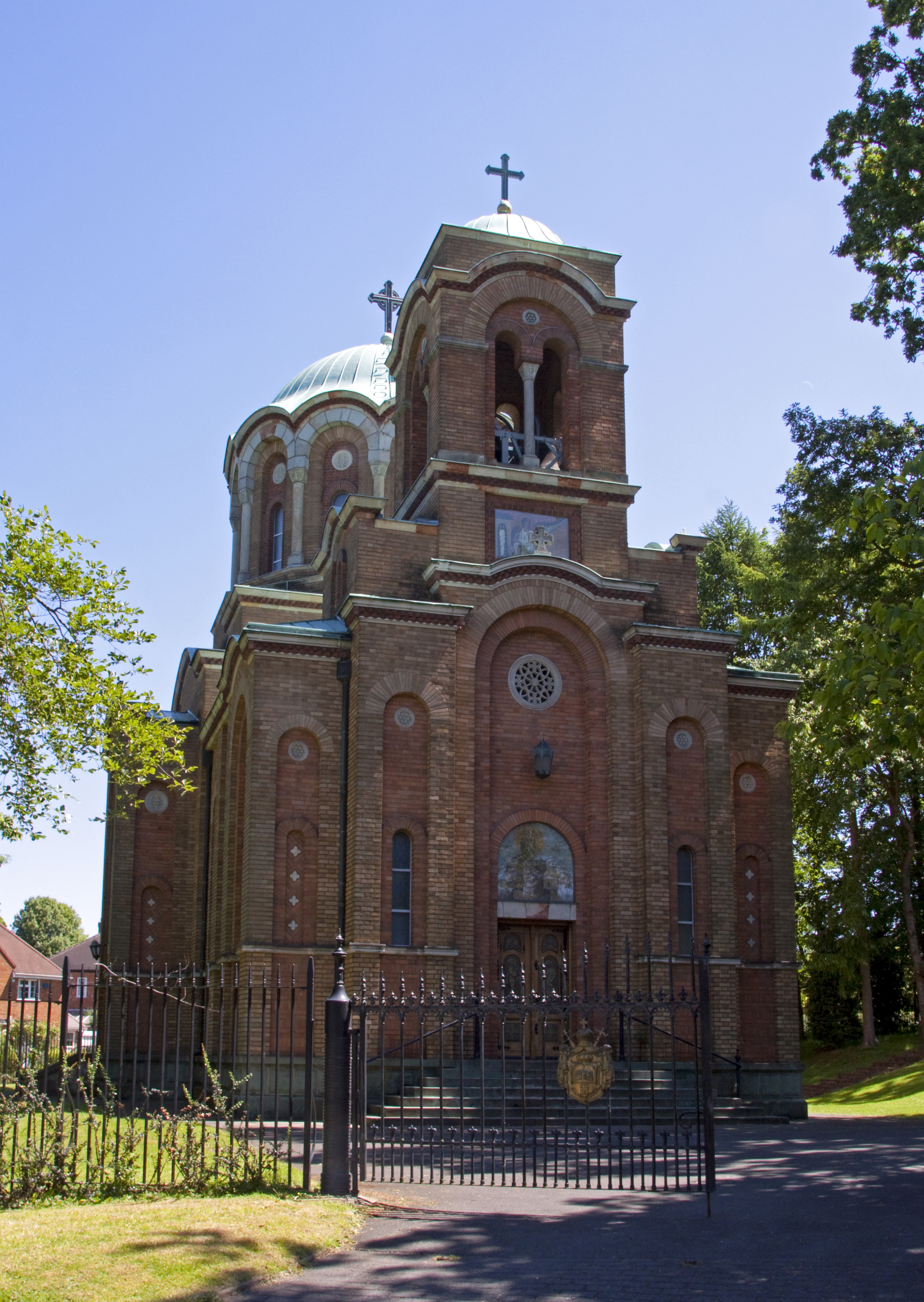
Helige knez Lazars kyrka i Birmingham.
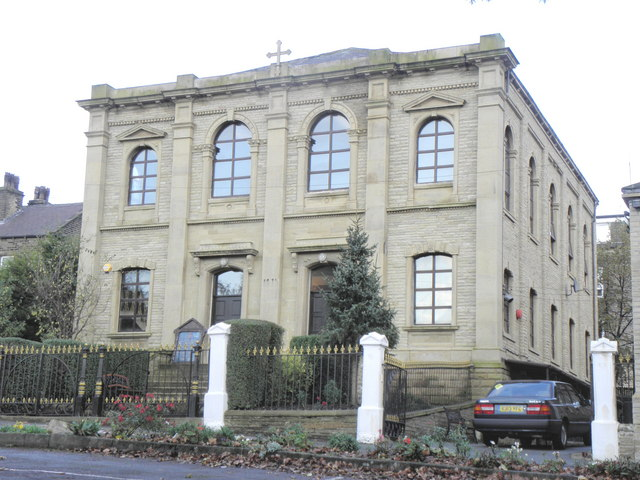
Serbisk-ortodoxa kyrkan i Boothown.
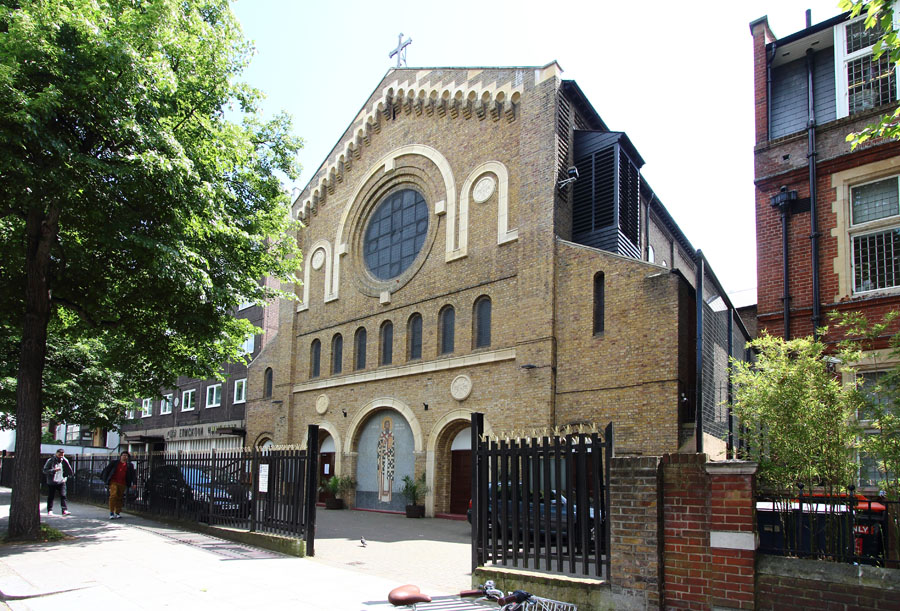
Sankt Savas kyrka i London.